# مانويل نيغريتي أرياس
مانويل نيغريتي أرياس (بالإسبانية: Manuel Negrete)‏ (مواليد 11 مارس 1959) هو لاعب كرة قدم. يلعب مع منتخب المكسيك لكرة القدم. سبق له أن لعب في كأس العالم لكرة القدم مع منتخب بلاده.

## روابط خارجية
- مانويل نيغريتي أرياس على موقع الاتحاد الدولي (مؤرشف)  (الإنجليزية)
- مانويل نيغريتي أرياس على موقع قاعدة بيانات كرة القدم.إي يو (الإنجليزية)
- مانويل نيغريتي أرياس على موقع بيانات كرة القدم. دي إي (الألمانية)
- مانويل نيغريتي أرياس على موقع ناشيونال فوتبول تيمز (الإنجليزية)
- مانويل نيغريتي أرياس على موقع Soccerway.com (الإنجليزية)